# 弯龙骨
弯龙骨（学名：Campylotropis giraldii）为豆科弯龙骨属下的一个种。